# Euphorbia arnottiana
Euphorbia arnottiana är en törelväxtart som beskrevs av Stephan Ladislaus Endlicher. Euphorbia arnottiana ingår i släktet törlar, och familjen törelväxter.
Artens utbredningsområde är Hawaii. Inga underarter finns listade i Catalogue of Life.